# 住吉駅 (静岡県)
住吉駅（すみよしえき）は、静岡県浜松市住吉町（現・中央区住吉三丁目）にあった遠州鉄道奥山線の駅（廃駅）である。奥山線の廃線に伴い1964年（昭和39年）11月1日に廃駅となった。

## 歴史
- 1961年（昭和36年）10月1日：遠州鉄道奥山線上池川駅 - 銭取駅間に新設開業[1][2][3]。
- 1964年（昭和39年）11月1日：奥山線の廃線に伴い廃止となる[1][2][3]。

## 駅構造
廃止時点で、単式ホーム1面1線を有する地上駅であった。
列車交換設備を有さない無人駅となっていた。

## 駅周辺
- 国道257号[5]（姫街道(本坂通)）

## 駅跡
1997年（平成9年）時点では、広沢駅跡附近から当駅跡附近を含む線路跡は歩行者専用道路として整備されていた。歩行者専用道路はこの先銭取駅跡附近まで、合計約3 kmに渡り続いている。2007年（平成19年）8月時点、2010年（平成22年）時点でも同様であった。

## 隣の駅
遠州鉄道
奥山線
上池川駅 - 住吉駅 - 銭取駅